# .tt
.tt là tên miền quốc gia cấp cao nhất (ccTLD) của Trinidad và Tobago.
Việc đăng ký thực hiện ở cấp 2, cũng như ở cấp 3 dưới một số tên như .co.tt, .com.tt, .org.tt, .net.tt, .biz.tt, .info.tt, .pro.tt, và .name.tt (không có hạn chế), và hai tên miền hạn chế, .edu.tt (cho các cơ sở giáo dục ở Trinidad và Tobago) và .gov.tt (cho cơ quan đại diện chính phủ Trinidad và Tobago).
Nhà bán tên miền bên ngoài  Lưu trữ ngày 22 tháng 2 năm 2008 tại Portuguese Web Archive tạo ra những tên miền chuyển hướng miễn phí ở cấp 3 dưới cấp 2 mà tạo thành mã quốc gia như .us.tt. Những cái này có hỗ trợ quảng báo, nhưng nó cũng có thể tắt quản cáo trong khu vực quản lý. Những tên miền này đại diện choh một phần lớn các trang dưới .tt, nhưng những đăng ký này không "chính thức" vì nó chỉ là tên miền con của tên miền cấp 2 của nhà quản lý.